# Apple TV+
Apple TV+ este o platformă, de televiziune web, over-the-top add-free, lansată de Apple Inc. pe 1 noiembrie 2019.
O serie de celebrități implicate in proiectele Apple TV+ au apărut pe scenă pentru anunț, printre care Oprah Winfrey, Steven Spielberg, Jason Momoa și Jennifer Aniston.
Conținutul Apple TV+ va fi disponibil în cadrul aplicației Apple TV. Aceasta va fi compatibilă cu toate dispozitivele Apple dar și Sony, Samsung, LG și Vizio.
Apple TV+ necesită un abonament lunar.
În momentul de față Apple TV+ probabil nu este disponibil și în România și este disponibil în Republica Moldova, motivul nefiind cunoscut, neexistând niciun fel de declarație a companiei în acest sens. Există doar speculații emise de utilizatorii nemulțumiți din mediul online, care însă nu au fost confirmate oficial de către Apple.
În cadrul Apple TV+ se vor putea viziona filme și seriale renumite, dar și producții exclusive Apple TV+ precum:
- Sesame Street
- Amazing Stories
- The Morning Show
- See
- Are You Sleeping
- Home
- You Think It, I'll Say It Comedy
- Swagger
- Central Park
- Isaac Asimov's Foundation
- Little Voices
- Hilde Lysiak
- For All Mankind (serial)
- Fundația (serial)
- Tetris (film)